# Soľnička
Soľnička este o comună slovacă, aflată în districtul Trebišov din regiunea Košice. Localitatea se află la altitudinea de 105 m deasupra n.m., se întinde pe o suprafață de 6,16 km2 și în 2017 număra 227 de locuitori.

## Istoric
Localitatea Soľnička este atestată documentar din 1332.

## Demografie
| An:                | 1994 | 2004   | 2014   | 2024   |
| ------------------ | ---- | ------ | ------ | ------ |
| Număr de persoane: | 242  | 246    | 237    | 247    |
| Diferență:         |      | +1,65% | −3,65% | +4,21% |

| An:                | 2023 | 2024   |
| ------------------ | ---- | ------ |
| Număr de persoane: | 242  | 247    |
| Diferență:         |      | +2,06% |